# Бояна Милошевич
Бояна Милошевич (29 листопада 1965 — квітень 2020) — югославська баскетболістка.
Срібна призерка Олімпійських Ігор 1988 року.
Переможниця літньої універсіади 1987 року, бронзова призерка 1985 року.
Срібна призерка Чемпіонату Європи 1987, 1991 років.
Срібна призерка Чемпіонату світу 1990 року.
Переможниця юнацького чемпіонату Європи (U-18) 1984 року.
Срібна призерка чемпіонату Європи серед кадетів (U-16) 1982 року.
Бронзова призерка юнацького чемпіонату світу (U-19) 1985 року.